# Диво-капелюх
«Диво-капелюх», Капелюх Чарівника (швед. Trollkarlens hatt) — казково-фантастичний роман шведськомовної фінської письменниці Туве Янссон. Уперше книга була опублікована у 1948 році. Українською уперше видало 1973 року видавництво «Веселка» в перекладі Ольги Сенюк.

## Сюжет
Одного весняного ранку Мумі-троль та його друзі знаходять капелюх чарівника. Вони приносять його з собою додому, але вони і не підозрюють, що їх чекає далі. Мумі-тато приміряє капелюх, але він виявляється йому завеликий. Тому вони вирішують використовувати його як відро для сміття, але вони припустилися помилки.
Мумі-тролі їдять яйця, а шкаралупу викидають в капелюх чарівника, в якому сміття перетворюється на хмари, на яких можна кататися по небу.
Одного разу через негоду Мумі-троль та його друзі залишаються вдома і грають в хованки. Мумі-троль ховається під капелюхом і перетворюється на чудовисько. Він приймає свій колишній вигляд тільки після того, як Мумі-мама визнає, що це її син. Здогадавшись про властивості капелюха, Мумі-троль вирішує помститися мурашиному леву, перетворивши його в що-небудь за допомогою капелюха. Після перебування в капелюсі мурашиний лев перетворюється на крихітного їжачка. Однак Мумі-мама і Мумі-тато, дізнавшись про властивості капелюха, вирішують позбутися його, скинувши її в річку. 
Але Мумі-троль зі своїми друзями повертають капелюх. На деякий час, Мумі-троль і друзі відволікаються від чарівництва і відправляються в захоплюючу подорож на знайденій шхуні, переживають напад дивних істот на острові і страшну бурю, проте перечекавши всі негаразди, вони повертаються додому з величезною рибою, спійманою в морі. За час відсутності в Мумі-долині капелюх чарівника волею випадку повертається назад в будинок і через невеликий шматочок гербарію, який потрапив всередину, навколишня територія перетворюється в справжні джунглі. 
Чари недовговічні і через деякий проміжок часу, все стає колишнім доти, поки в долині не з’являються дві маленьких істоти з величезною валізою, яких переслідує Морра — сюрреалістичний персонаж, який намагається забрати назад величезний рубін, що знаходиться всередині сумки. Зрештою Морра погоджується обміняти вміст валізи на капелюх чарівника і відмовляється від переслідування Тофсли і Віфсли. 
Тофсла і Віфсла вирішують показати Муммі-мамі що знаходиться у валізі. Там був найбільший Королівський рубін. Побачивши його світло з самого Місяця, за ним з’являється чарівник, який втратив свій капелюх. 
Завдяки щасливому випадку і новоприбулим, в будинку Мумі-тролів знаходиться втрачена напередодні сумка Мумі-мами: через це сім’я влаштовує великі серпневі гуляння, на які прибуває чарівник. У чарівника так і не виходить викупити у маленьких істот рубін, однак Тофсла і Віфсла загадують бажання магу і той робить для себе копію дорогоцінного каменю, а також до самого ранку виконує бажання всіх гостей свята. Завісою дійства стає світанок — Мумі-Долина пережила яскраве незабутнє літо і туди поступово приходить осінь.

## Історія створення
Це перша частина циклу, яка була опублікована видавництвом «Schildts», оскільки видавець попередніх двох частин припинив співпрацю з Янсон через комерційний крах попередніх книг. Але саме ця частина стала літературним проривом письменниці, отримавши позитивну критику і у Швеції, і в Фінляндії та згодом принесла їй світову популярність.
Тема: зображення життя Мумі-тролів, після того як вони знайшли капелюх Чарівника. 
Ідея: дружба та взаємодопомога, теплі та щирі взаємини, родинне тепло та порозуміння – основа щастя.

## Характеристика героїв
Мумі-тато має золоті руки, він збудував блакитний будиночок. Він з великою повагою ставиться до Мумі-мами, для нього її слово – закон. Мумі-тато не боїться нічого, він любить море і гарні пригоди, пише цікаві мемуари. Мумі-мама – дружина Мумі-тата, мама Мумі-троля. Найкраща мама у світі! Завжди готова прийняти нових друзів улюбленого сина, нагодувати їх, пригорнути, заспокоїти, сказати добре, лагідне слово… Мумі-троль – син Мумі-мами та Мумі-тата. Дуже зворушливий, добрий і чуйний, в цілому сміливий, але іноді чогось боїться… Легко заводить нові знайомства, чим іноді добавляє клопоту Мумі-мамі 
Чмих – син Сос і Шнирька. Трішки жадібний, любить поскиглити. Небайдужий до всього яскравого, мріє мати власного друга, іноді самотній. Іноді проявляє почуття страху, неспокою 
Хропусь – брат Хропусі. Зовні схожий на Мумі-троля, але змінює колір відповідно до настрою. Дуже любить бути як головою так і секретарем на різних зборах. Дуже серйозний 
Хропся – сестра Хропуся. Власниця шовкової чолки і золотого ножного браслета. Дуже любить прикраси і крутитись перед дзеркалом. Була врятована Мумі-тролем від отруйного куща чортополоху. 
Нюхмумрик – незалежний. Постійний шукач пригод. Любить викурити трубку та пограти на губній гармошці. Не любить табличок, які щось забороняють. Кожного літа відвідує Мумі-дол, а восени знову відправляється подорожувати… Гемуль – досить занудний. Любить командувати і ніколи не визнає своїх помилок. Колекціонує марки та рідкісних комах 
Ондатр – справжній філософ. Цілісінький день лежить в гамаку з розумною книгою. Іноді не зважає на те, що ті, хто поряд з ним вимушені піклуватися про нього… Буває занудним

## Аудіоверсія
Музична казка "Мумі-троль та капелюх Чарівника"(2CD, 120 хв., рік — 2007).(Автор пісень — І. Прозоров, виконавці — група «Небослов»).

## Екранізація
У 1980—1983 роках на Свердловській кіностудії була знята серія з трьох мультфільмів за мотивами казки «Диво-капелюх».